# AM General
AM General est un constructeur automobile américain, basé aux États-Unis à South Bend (Indiana). Il est connu pour concevoir et fabriquer le véhicule militaire HMMWV et les versions Hummer H1 pour General Motors.

## Histoire
L'histoire d'AM General est intimement liée à de nombreux équipementiers des forces armées des États-Unis. Le constructeur prend en effet ses racines chez Willys-Overland, à l'origine de la célèbre « jeep » qui s'est illustrée dans de nombreux conflits armés et notamment pendant la Seconde Guerre mondiale. 

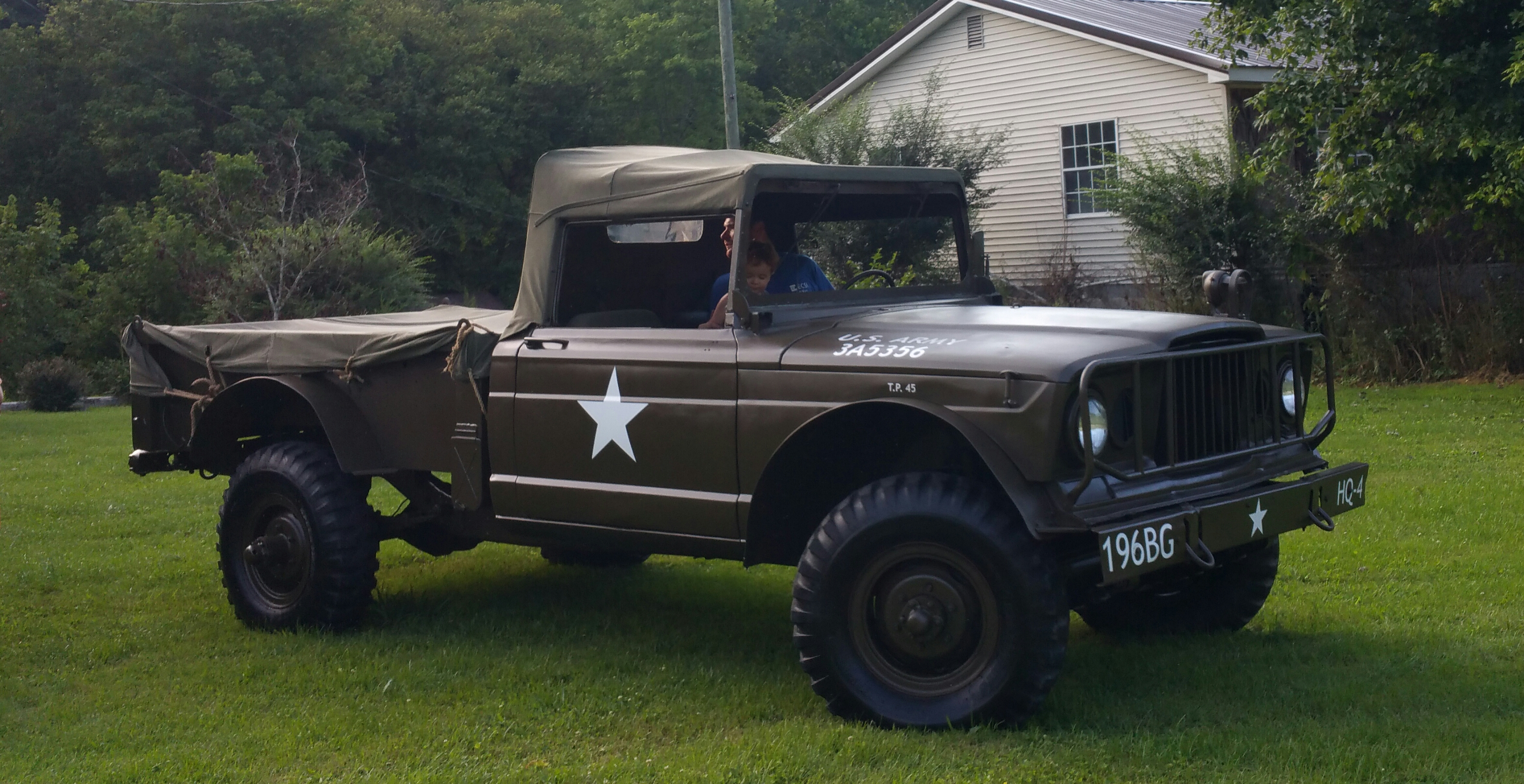
Un camion léger Kaiser-Jeep M 715 de 1968, utilisé par l'armée américaine.

En 1953, Willys-Overland fusionne avec un jeune constructeur automobile du Michigan, Kaiser. Le constructeur se renomme Kaiser-Jeep dix ans plus tard, en 1963, et achète l'année suivante l'ancienne usine de poids lourds de Studebaker située à South Bend dans l'Indiana. 
En 1970, Kaiser-Jeep est à son tour vendu à American Motors Corporation. La division chargée des équipements militaires est  alors renommée « American Motors General Products Division », qui sera abrégée par la suite en « AM General ».

## Modèles civils
- Jeep DJ (1955 - 1984)
- AM General Metropolitan (1974 - 1979)

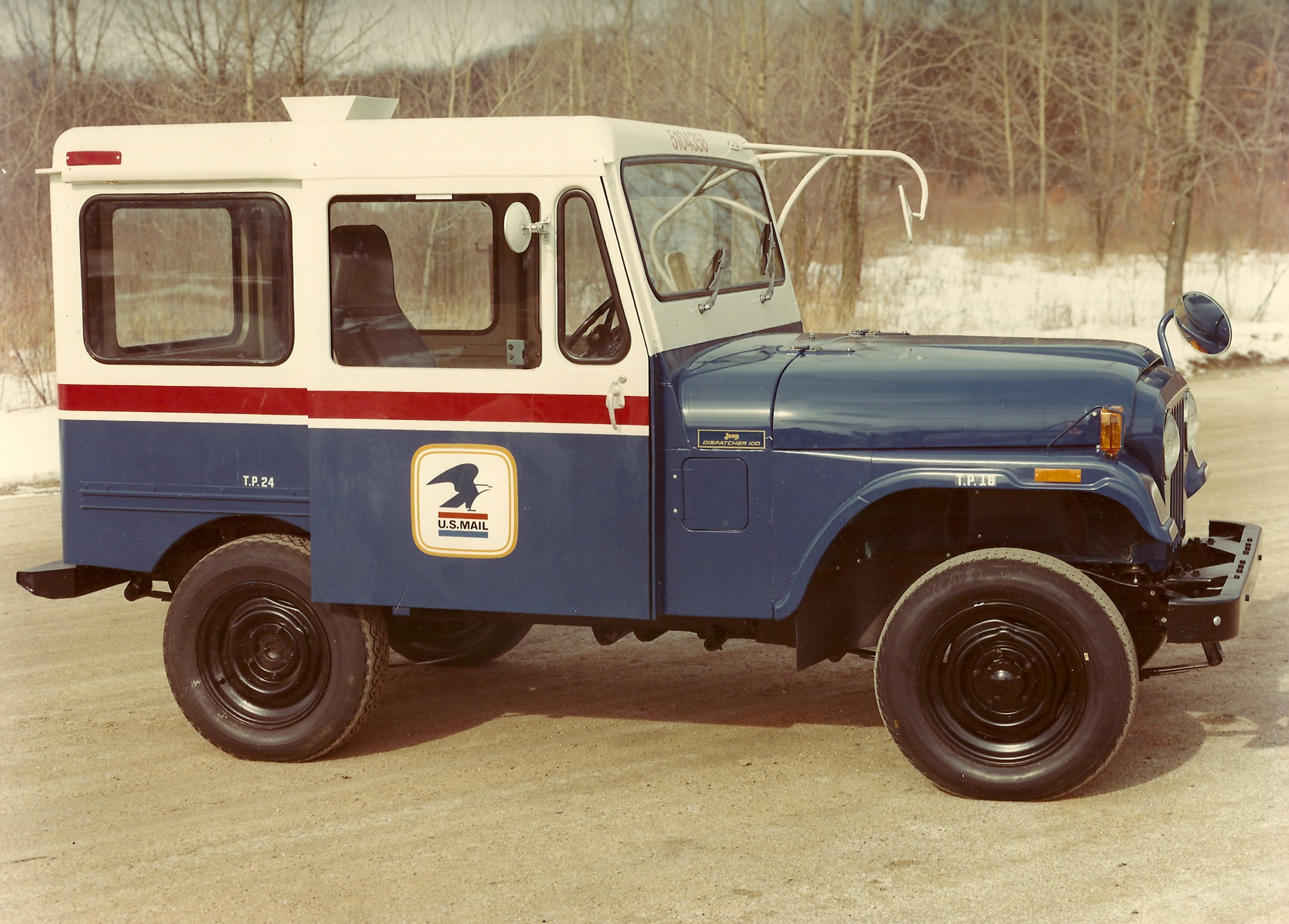
Jeep DJ du United States Postal Service
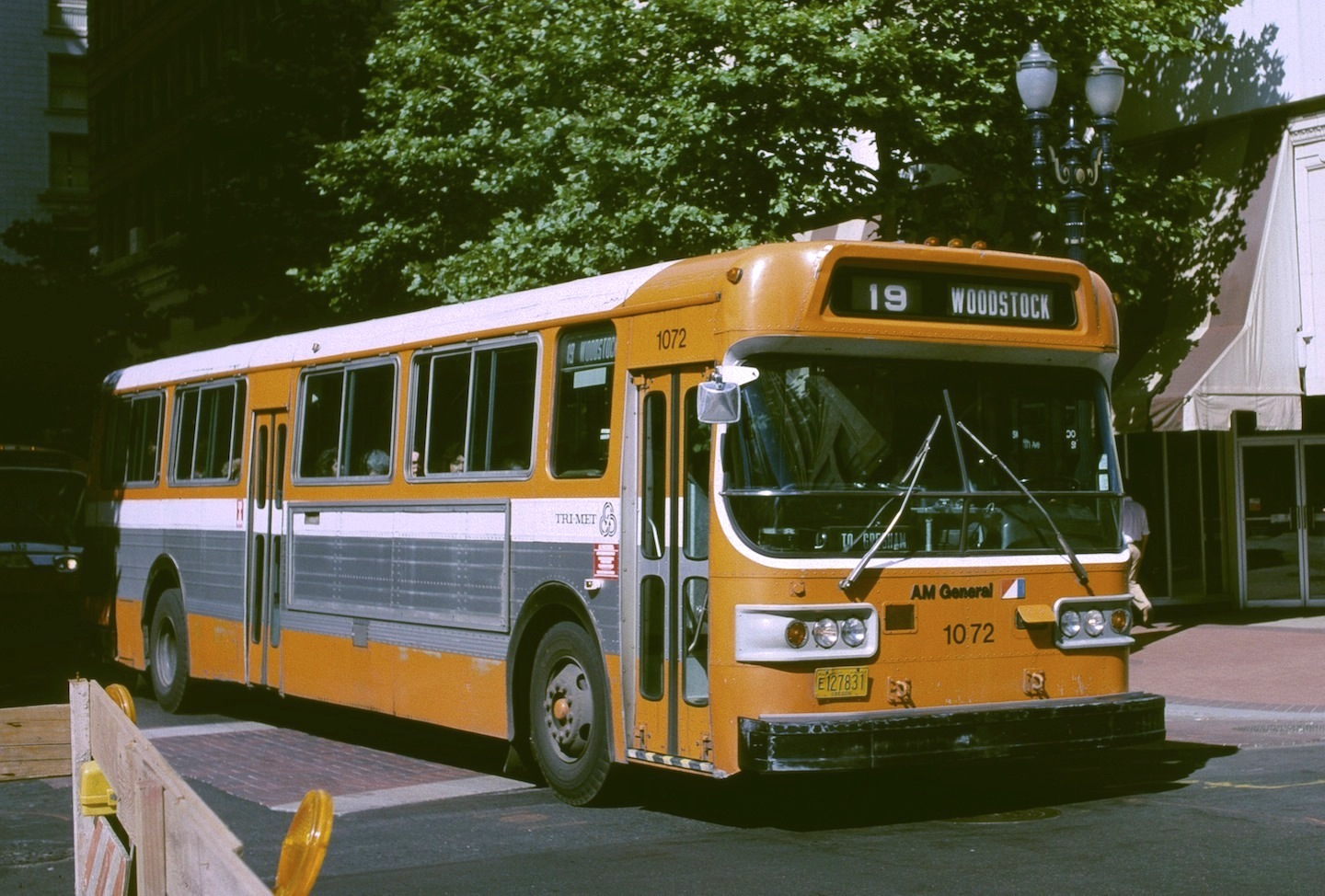
AM General Metropolitan

## Modèles militaires
- M151 (1959 - 1988)
- M35 (1971 - 1989)
- M809 (1970 - 1982)
- M939 (1982 - 1987)
- M998 HMMWV (1985 - )
- LSSV (2001 - )

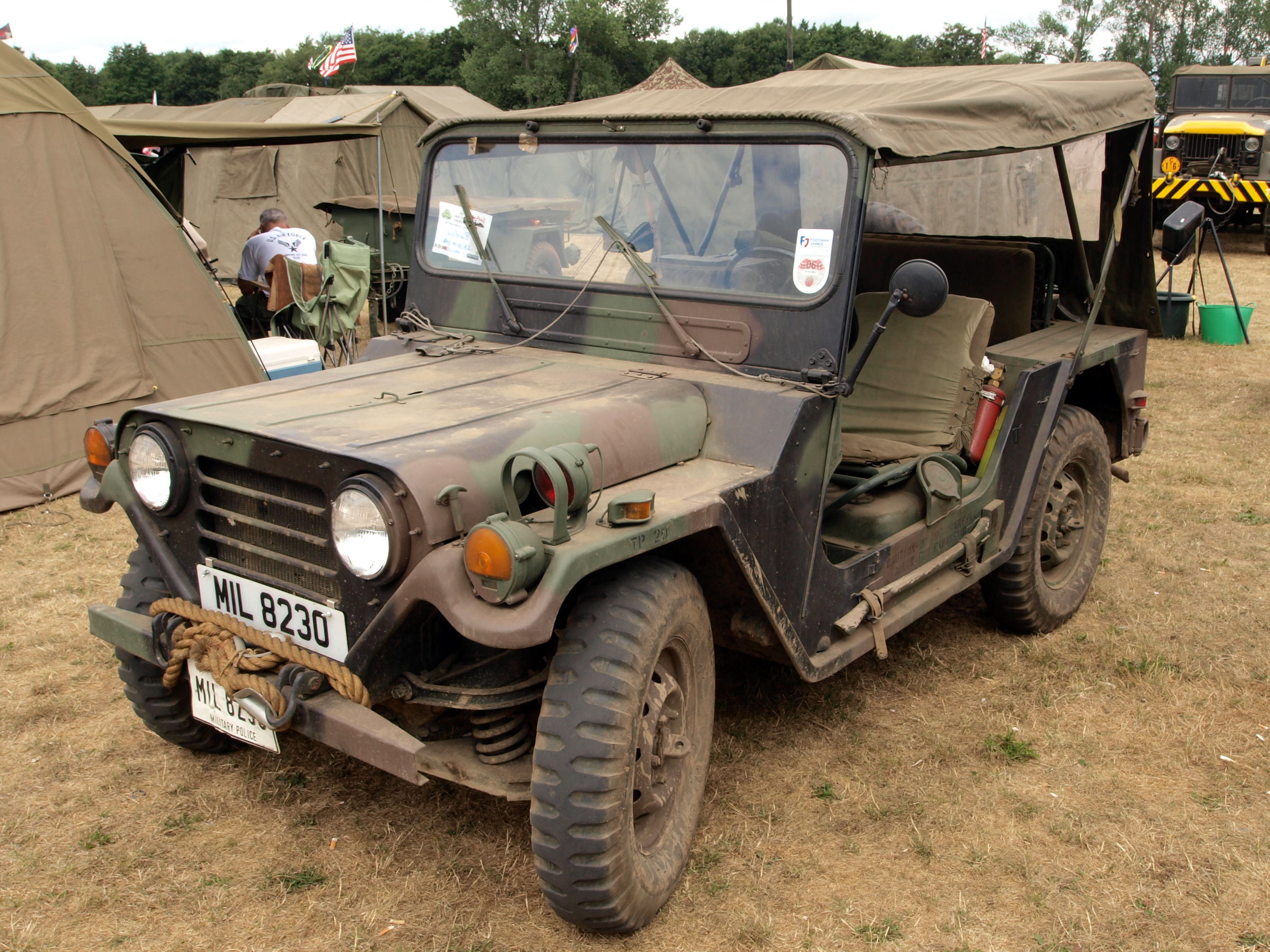
M151
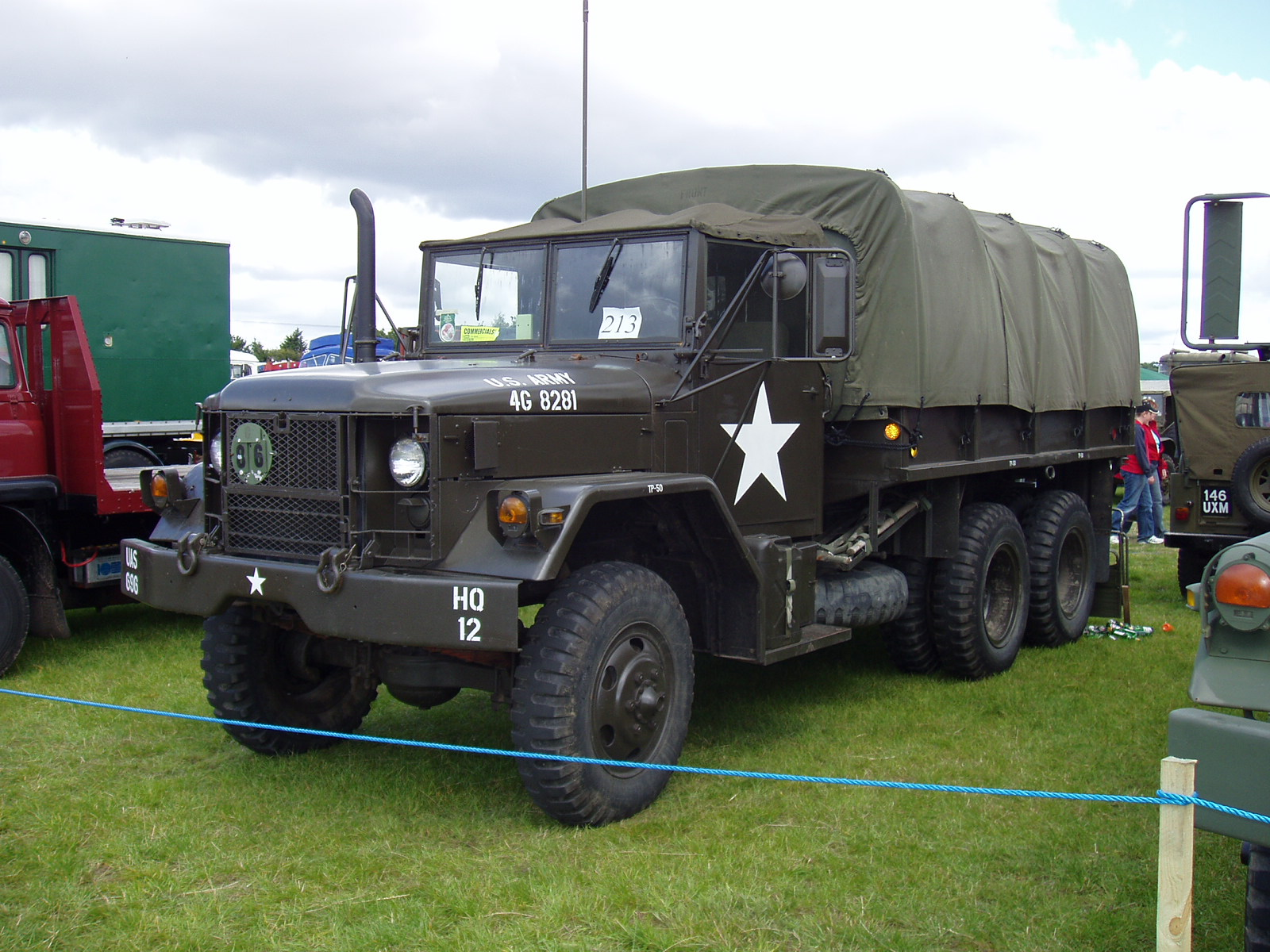
M35
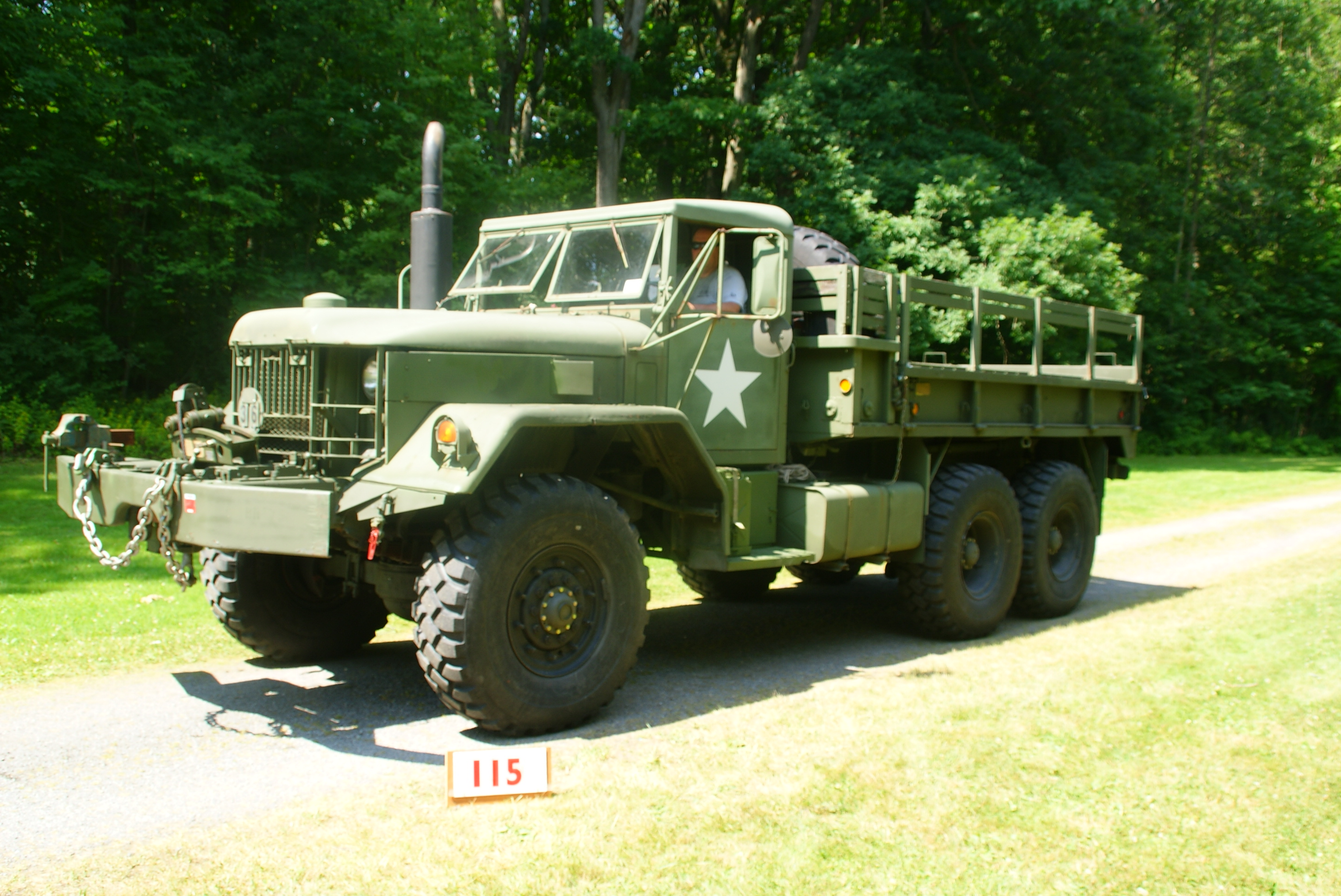
M809
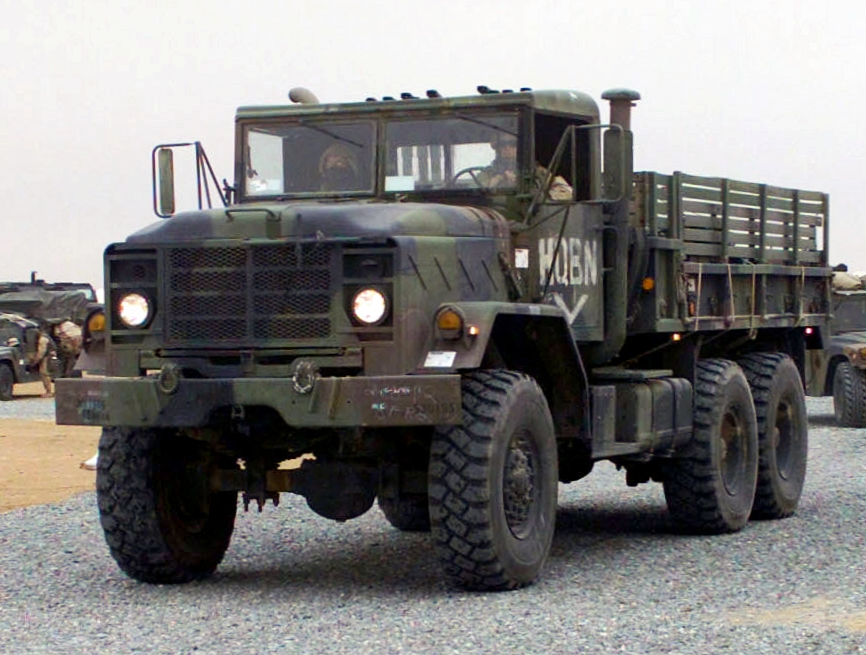
M939
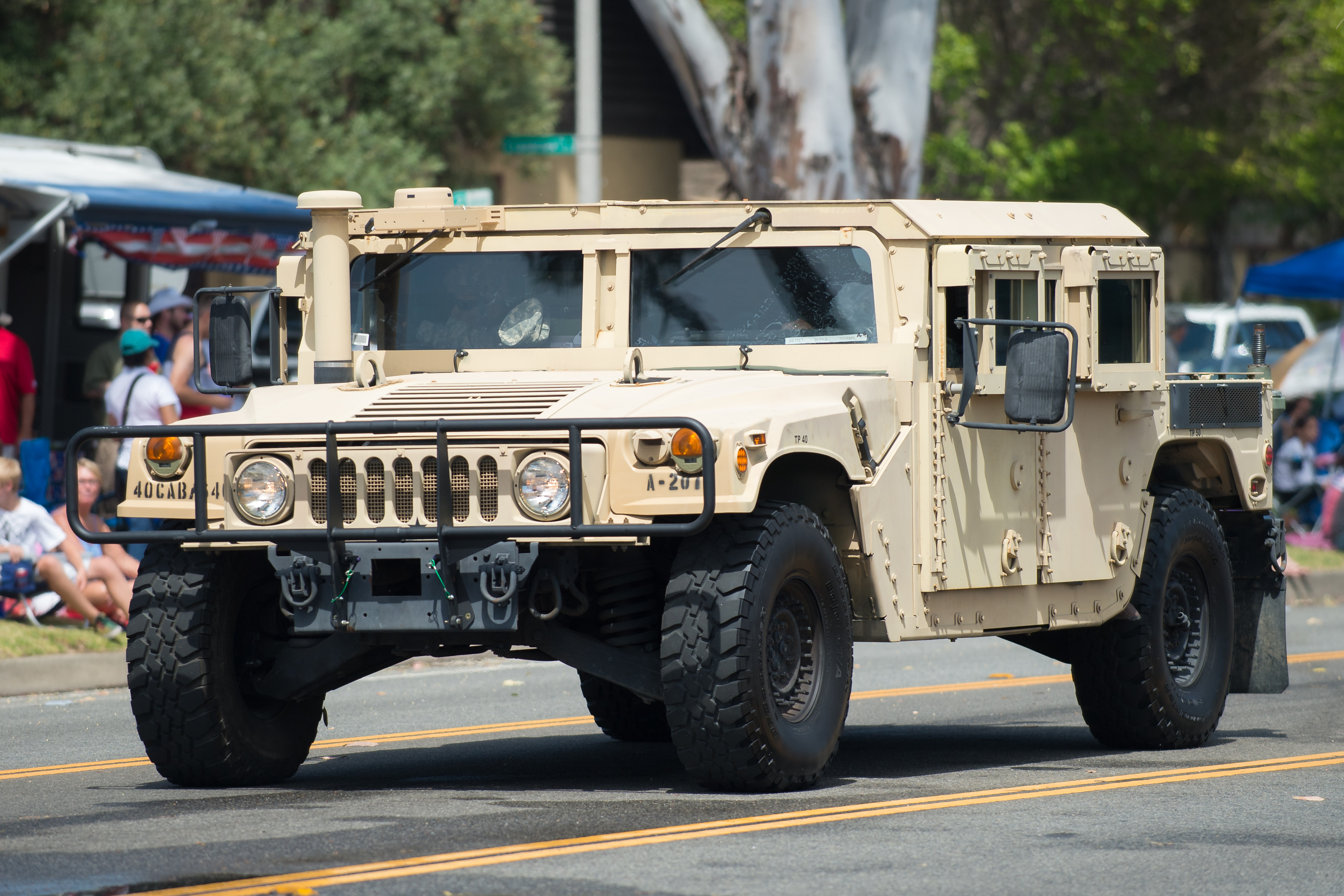
M998 HMMWV
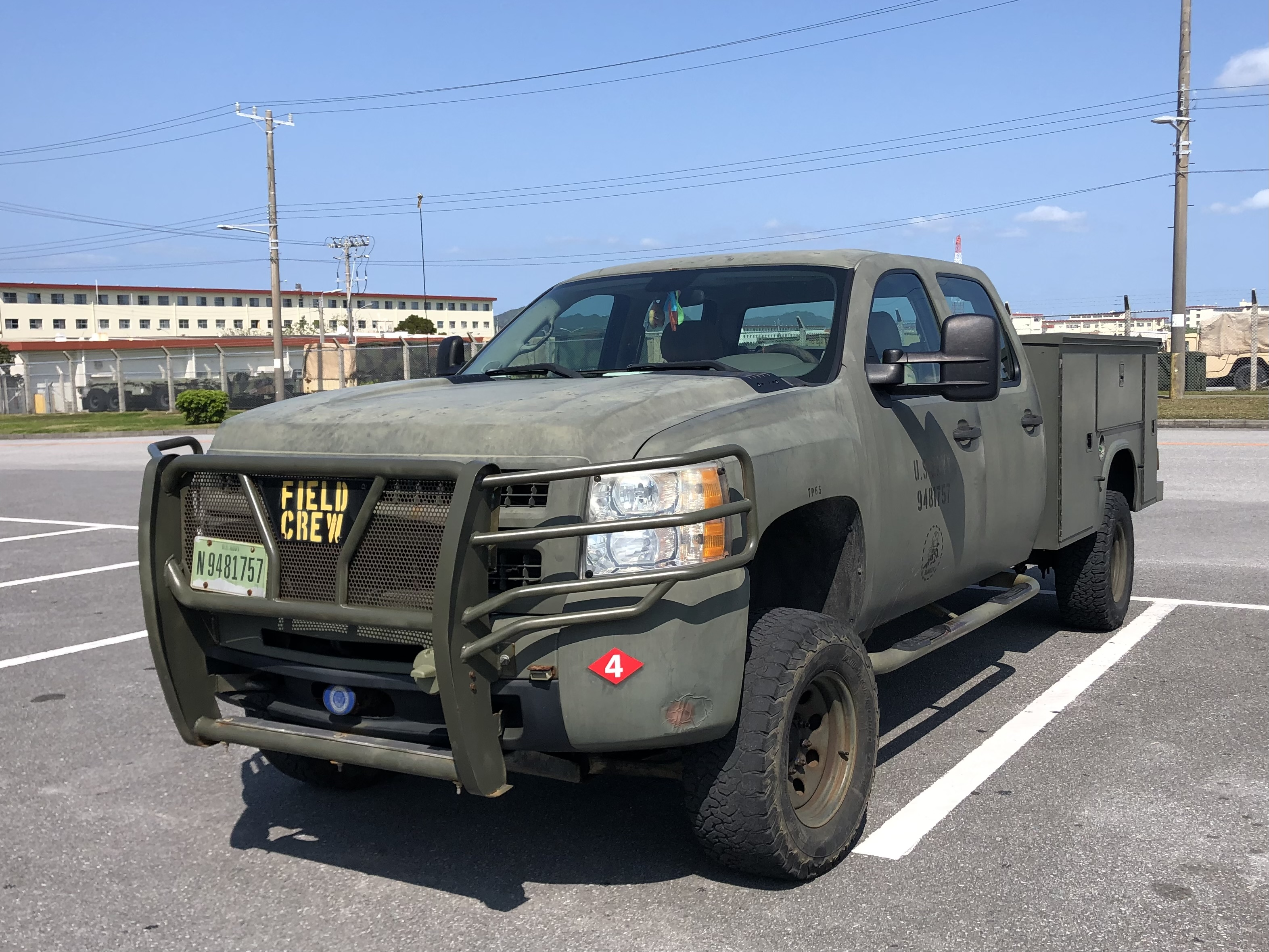
LSSV